# 玉川学園女子短期大学
玉川学園女子短期大学（たまがわがくえんじょしたんきだいがく、英語: Tamagawa Gakuen Junior College for Women）は、東京都町田市玉川学園6-1-1に本部を置いていた日本の私立大学である。1965年に設置され、2004年に廃止された。大学の略称は玉川短大。

## 概要

### 大学全体について
- 東京都町田市に所在した日本の私立短期大学で、設置主体は学校法人玉川学園[2]。
- 1965年に開学し、学科体制は2学科と専攻科1専攻。
- 2002年度の入学生を最後に[注釈 2]、2004年に短期大学としての使命を終える[3]。

### 建学の精神（校訓・理念・学是）
- 玉川学園女子短期大学の教育理念は「全人教育」[4]

### 教育および研究について
- 当初より設けられていた教養科は、多彩な専攻分野いわゆるメジャー制度というものがあり、学生自らが自分の関心や進路に応じたカリキュラムを組み合わることになっていた。また、社会人として必要な技術を重視し、コンピューターの基礎からインターネットやプログラミングまで修得するための科目もあった[5]。アメリカの大学編入や留学のためのプログラムや、知識や教養・人間性を高めるための科目も豊富に用意されていた。「社会・教育」・「児童教育」・「心理・人間関係」などの多彩なメジャーがあった[6]。
- 幼児教育科は、幼稚園教員の養成を執り行う学科で当初より幼稚園への採用実績は常に全国でもトップクラスだったといわれていた。

### 学風および特色について
- 教養科・幼児教育科とも授業は50分単位で行なわれ、昼休みをはじめとした休憩時間は学生自らが設定することになっていた。
- ｢オーストラリア地域研修｣や｢英語コミュニケーションメジャー留学｣など多彩な研修が実施されていた。

## 沿革
- 1965年
  - 1月25日 左記を以て文部省[注 1]より短期大学の設置が認可される。[7]。
  - 4月1日 玉川学園女子短期大学が以下の学科体制にて開学[8]
    - 教養科 入学定員150名[注 2]

  - 5月1日 学生数[10]/定員
    - 教養科 233[注釈 3]/150
- 1966年
  - 5月1日 学生数[11]/定員
    - 教養科 541[注釈 3]/300
- 1967年
  - 4月1日 以下の学科を増設する[注 3]。
    - 保育科 入学定員50名[注 4]

  - 5月1日 学生数[16]/定員
    - 教養科 515[注釈 3]/300
    - 保育科 134[注釈 3]/50
- 1968年
  - 5月1日 学生数[17]/定員
    - 教養科 433[注釈 3]/300
    - 保育科 228[注釈 3]/100
- 1984年
  - 4月1日 保育科を幼児教育科に改称[注 5]。
  - 5月1日 学生数[20]/定員
    - 教養科 620[注釈 3]/300
    - 幼児教育科 198[注釈 3]/100
- 1985年
  - 5月1日 学生数[21]/定員
    - 教養科 647[注釈 3]/300
    - 保育科 189[注釈 3]/100
- 1986年
  - 5月1日 学生数[22]/定員
    - 教養科 653[注釈 3]/300
    - 幼児教育科 211[注釈 3]/100
- 1987年
  - 4月1日 教養科の入学定員を150→225に増員[注 6]。
  - 5月1日 学生数[27]/定員
    - 教養科 612[注釈 3]/375
    - 幼児教育科 197[注釈 3]/100
- 1988年
  - 5月1日 学生数[28]/定員
    - 教養科 584[注釈 3]/450
    - 幼児教育科 173[注釈 3]/100
- 1992年
  - 4月1日 教養科の入学定員を225→300に増員[注 7]。
  - 5月1日 学生数[注 8]/定員
    - 教養科 665[注釈 3]/525
    - 幼児教育科 163[注釈 3]/100
- 1993年
  - 5月1日 学生数[34]/定員
    - 教養科 731[注釈 3]/600
    - 幼児教育科 124[注釈 3]/100
- 1994年
  - 4月1日 専攻科の設置が認められ、以下の課程を設ける[注 9]。
- 1999年
  - 5月1日 学生数[37]/定員
    - 教養科 641[注釈 3]/600
    - 幼児教育科 128[注釈 3]/100
- 2000年
  - 4月1日 教養科の入学定員を300→275に減員[38]。
- 2001年
  - 4月1日 教養科の入学定員を275→155に減員[39]。
- 2002年
  - 4月1日 この年度で短期大学としての学生募集を最終とする[注釈 2]。
- 2004年
  - 4月1日 以下の学科・専攻については左記をもって正式に廃止とする[注 10]。
    - 幼児教育科

  - 11月30日 左記をもって正式に廃止となる[3]。

## 基礎データ

### 所在地
- 東京都町田市玉川学園6-1-1[注釈 1]

### 象徴
- 玉川学園女子短期大学のカレッジマークは右記資料を参照のこと[42]。

## 教育および研究

### 組織

#### 学科
- 教養科 入学定員155名[注釈 4]
- 幼児教育科 入学定員50名[注釈 4]

#### 専攻科について
- 教養専攻[注 11]入学定員40名[36]

#### 別科について
- なし

#### 取得資格について
- 幼稚園教諭二種免許状
  - 幼児教育科[44]ほか右記資料も参照のこと[45]。卒業所要単位には含まれていなかったが、大半の学生は取得していたものとみられる。

### 研究
- 『玉川学園女子短期大学論叢』[46]
- 『論叢 : 玉川学園女子短期大学紀要』[47]

## 学生生活について

### 部活動・クラブ活動・サークル活動について
- 玉川学園女子短期大学で活動していたクラブ活動：玉川大学と混合。

### 学園祭について
- 玉川学園女子短期大学の学園祭は「コスモス祭」と呼ばれていた[48]。

### スポーツについて
- 陸上競技部が、第17回「全日本大学女子駅伝大会」にて初出場している。

## 大学関係者と組織について

### 大学関係者組織
- 玉川学園女子短期大学は「玉川学園同窓会」組織に所属している。

### 大学関係者一覧
歴代学長
- 小原国芳
- 小原芳明

#### 出身者
- 石川みゆき：フリーアナウンサー、元ニッポン放送アナウンサー
- 田名部匡代：参議院議員、元衆議院議員
- 三田智子：チアリーダー
- 柏木由紀子：女優
- 片岡聖子：女優
- 笛木優子：女優
- 古瀬絵理：フリーアナウンサー
- 家坂文子：元アナウンサー
- 真壁京子：気象予報士
- 三宅雪子：元衆議院議員
- 萩原宏香：元タレント

## 施設について

### キャンパスについて
- 女子短期大学校舎が、小田原線玉川学園前駅の北西側に3棟設置されていた。
- 短大校舎内にインターネットカフェが設けられていた。

### 学生食堂について
- 「りんどう食堂」：玉川大学と共同

### 寮について
- 特になし。

## 対外関係について

### 他大学との協定について

#### アメリカ
- セント・マイケルズ大学
- ダコタ州立大学
- イサカ大学
- ウィルキス大学
- マーシャル大学

#### オーストラリア
- メルボルン大学

### 系列校について
- 玉川大学

## 卒業後の進路について

### 編入学・進学実績について
- 教養科：玉川大学文学部・玉川学園女子短期大学専攻科のほかつくば国際大学・桜美林大学・昭和女子大学・東海大学・東京経済大学・日本大学・立教大学・神奈川大学・恵泉女学園大学・立命館大学などがあった。
- 幼児教育科：玉川大学文学部のほか東北福祉大学・川村学園女子大学・淑徳大学・東京家政大学・徳島文理大学などがあった。